# Jérémie Elkaïm
Jérémie Elkaïm (ur. 29 sierpnia 1978 r. w Châtenay-Malabry) – francuski aktor i scenarzysta, najlepiej znany z roli Mathieu, niestabilnego emocjonalnie osiemnastolatka, który wdaje się w romans z nastoletnim gejem (Stéphane Rideau) w melodramacie Prawie nic (Presque rien, 2000). Za swój debiutancki występ w krótkometrażowym filmie Nieznaczny spór (Un léger différend, 1998) odebrał nagrodę na Międzynarodowym Festiwalu Filmów Krótkometrażowych w Clermont-Ferrand. W komedii Seksowni chłopcy (Sexy Boys, 2001) zagrał nastoletniego geja. 
Ma dziecko z aktorką Valérie Donzelli.

## Filmografia

### Filmy kinowe
- 2007: Lisa i pilot samolotu (Lisa et le pilote d'avion)
- 2006: Niedotykalny (L'Intouchable) jako Asystent filmowy
- 2006: Oficjalnie (Le Bureau) jako Paul Delorme
- 2003: Żonaty, ale nie zbyt (Mariées mais pas trop) jako Thomas
- 2003: Kto zabił Bambi? (Qui a tué Bambi?) jako przyjaciel Sami
- 2001: Seksowni chłopcy (Sexy Boys) jako Frank
- 2001: Pornografia (Le Pornographe)
- 2000: Prawie nic (Presque rien) jako Mathieu
- 2000: Upadłość (Banqueroute) jako tancerz
- 1999: Tørst - Framtidens forbrytelser

### Filmy TV
- 2004: Dziecko (La Nourrice) jako Mathieu
- 2002: Strefa Reptile (Zone Reptile) jako Jacky
- 2002: Z powodu chłopaka (À cause d'un garçon) jako Benjamin

### Seriale TV
- 2008: Clara Sheller jako Mathieu
- 2008: Kobiety X (X Femmes) jako komisarz P
- 2006: Oficjalnie (Le Bureau) jako Paul Delorme

### Filmy krótkometrażowe
- 2006: Chodzenie po linie (Le Funambule)
- 2001: Mała siostra (Petite soeur) jako młody człowiek
- 2001: La Gueule du loup
- 2000: Słonie na Marsa (Les Eléphants de la planète Mars)
- 1999: Transit jako piosenkarz
- 1998: Sceny łóżkowe (Scènes de lit) jako Paul w "Dziewicach"
- 1998: Nieznaczny spór (Un léger différent) także scenariusz)